# Beaudesert Castle
Beaudesert Castle var en fæstning i landsbyen Beaudesert øst for Henley-in-Arden i Warwickshire i England. Det er et Scheduled Ancient Monument.
Fæstningen var en motte-and-baileyborg opført efter den normanniske erobring af England. Måske oven på et fort fra oldtiden. Der blev opført en fæstning i sten i 1200-tallet. I dag findes kun en enkelt sten- og jordvold fra forsvarsværket.
Området blev undersøgt af arkæologerne i tv-serien Time Team i 2002.